# استان بیروت
استان بیروت (عربی: محافظة بيروت) تنها استان لبنان است که از یک شهرستان و یک شهر تشکیل شده است.
مرکز آن شهر بیروت است.
مساحت این استان ۱۹٫۸ کیلومتر مربع است و با وجود کوچک بودنش مهم‌ترین استان لبنان بشمار می‌رود.

## شهرها
- بیروت (en:Greater Beirut)

## جمعیت‌شناسی
طبق نظر رأی‌دهندگان ثبت‌نام‌شده در سال ۲۰۱۴:
مذهب در استان بیروت
| سال  | مسیحیان | مسیحیان            | مسیحیان                            | مسیحیان       | مسیحیان                       | مسیحیان              | مسیحیان      | مسلمانان | مسلمانان | مسلمانان | مسلمانان       | دروزی‌ها |
| سال  | مجموع   | کلیسای حواری ارمنی | پاتریارک‌نشین ارتدکس یونانی انطاکیه | کلیسای مارونی | کلیسای کاتولیک یونانی پادشاهی | کلیسای کاتولیک ارمنی | سایر مسیحیان | مجموع    | سنی      | شیعه     | علویان (سوریه) | دروز    |
| ---- | ------- | ------------------ | ---------------------------------- | ------------- | ----------------------------- | -------------------- | ------------ | -------- | -------- | -------- | -------------- | ------- |
| 2014 | ۳۶٫۰۸٪  | ۹٫۶۰٪              | ۸٫۴۶٪                              | ۶٫۱۱٪         | ۴٫۲۲٪                         | ۱٫۷۷٪                | ۵٫۹۲٪        | ۶۱٫۱۷٪   | ۴۵٫۳۹٪   | ۱۵٫۷۵٪   | ۰٫۰۳٪          | ۱٫۱۲٪   |

استان بیروت استانی متنوع است که ادیان مختلفی را در جغرافیایی کوچک در خود جای داده است. این اعداد نشان‌دهندهٔ تعداد رأی‌دهندگان بیروت است که فقط واجد شرایط رأی دادن هستند.

## محله‌ها

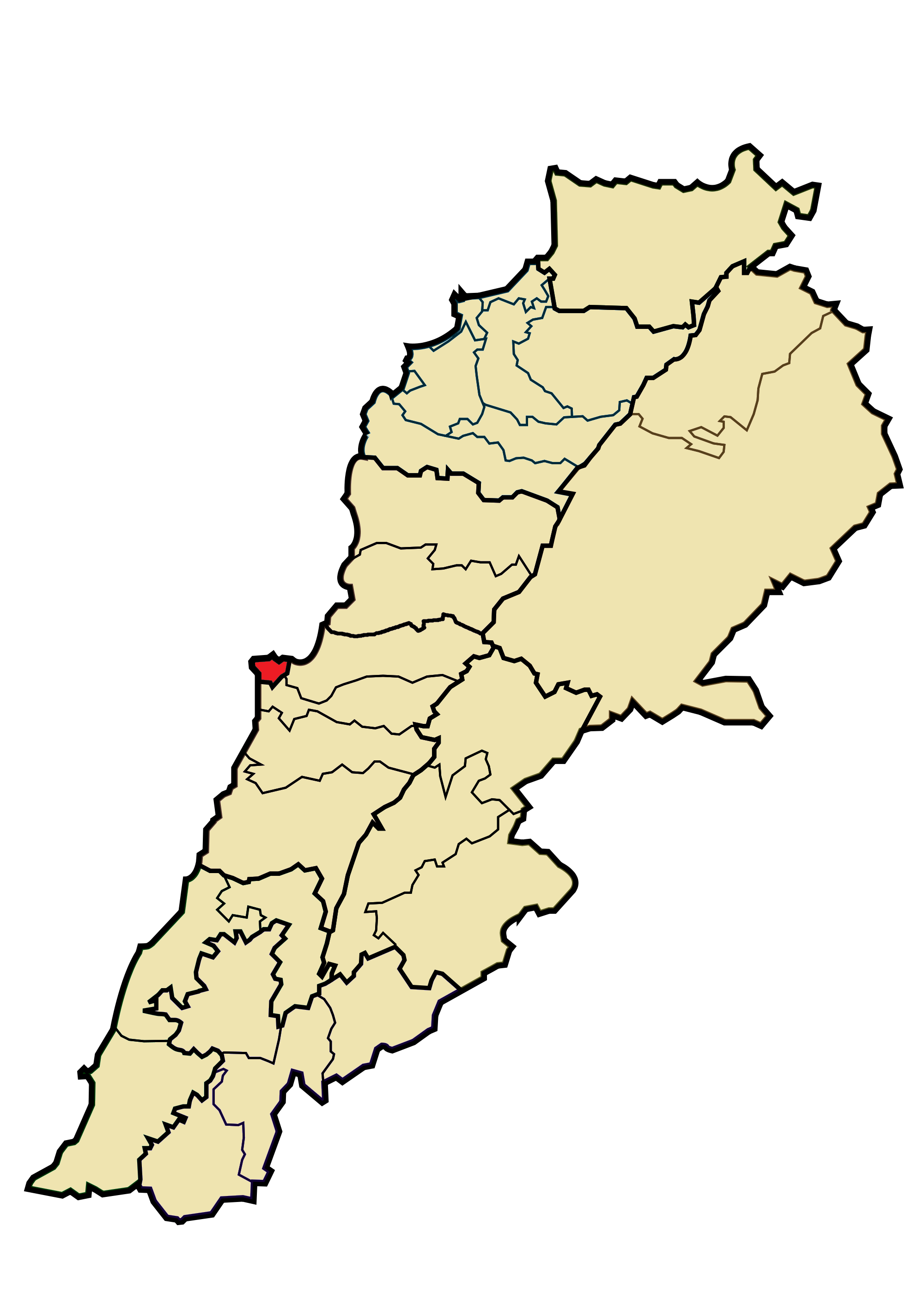
استان بیروت

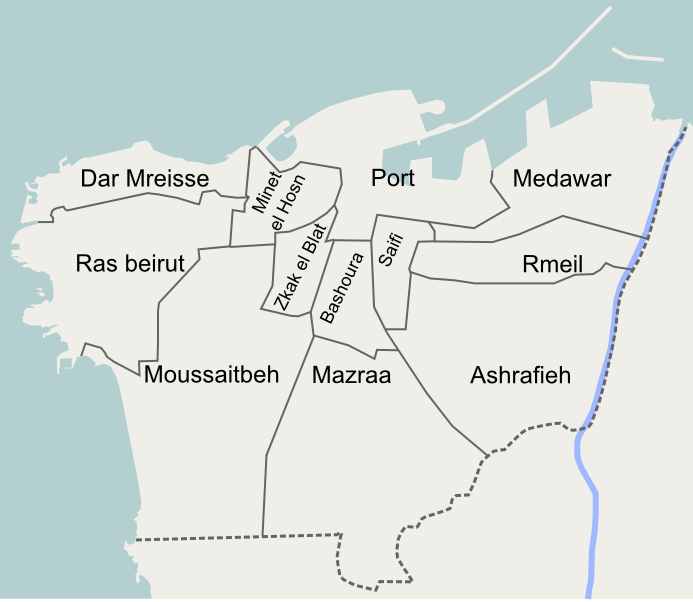
نقشه ۱۲ محله بیروت

این فهرست شامل تمام محله‌ها (که به عنوان محله‌هایی با تعداد رأی‌دهندگان ثبت‌نام‌شده در سال ۲۰۱۴ نیز شناخته می‌شوند) می‌شود.